# 1번가의 기적
"1번가의 기적"은 대한민국의 윤제균 감독이 제작한 영화로, 재개발을 배경으로 한 영화이다.

## 줄거리
재개발이 코앞으로 다가온 달동네 청송마을. 용역깡패 필제는 공사전까지 마을 사람들에게 도장을 받아내야 하는 임무를 띠고 마을에 왔다. 하지만 건달을 보고도 몽둥이부터 꺼내드는 마을 사람들을 상대하기는 보통 어려운게 아니었다. 뿐만 아니라 나중에는 복싱꿈나무 명란과 사적으로 얽히고 일동과 이순 남매의 보호자 노릇을 하느라 서서히 원래 해야하는 도장일은 뒷전으로 밀리고 말았다.
정신을 차려보니 물이 없다시피한 마을에 수돗물을 나오게 해주고 인터넷까지 달아주는 등 오히려 마을의 해결사가 되어가기 시작했고 마을 아이들 사이에서는 '슈퍼맨'이란 별명으로 군림하게 된다. 하지만 평화로운 일상은 김 부장이 찾아오면서 무너지기 시작했다.

## 등장 인물

### 중심 인물
- 임창정: 필제 역
- 하지원: 명란 역 (아역 서지희)

### 주변 인물
- 정두홍: 명란 부 역
- 이훈: 태석 역
- 주현: 이 관장 역
- 강예원: 선주 역
- 박창익: 일동 역
- 박유선: 이순 역
- 고태호: 덕구 역
- 김희원: 김 부장 역
- 손상현